# Equidisección

Una 6-equidisección de un cuadrado

En geometría, una equidisección es una partición de un polígono en triángulos de igual área. El estudio de las equidisecciones comenzó a finales de la década de 1960 con el teorema de Monsky, que establece que un cuadrado no puede equidisecarse en un número impar de triángulos. De hecho, la mayor parte de los polígonos no pueden equidisecarse en absoluto.
Gran parte de la literatura se centra en generalizar el teorema de Monsky a clases más amplias de polígonos. La pregunta general es: ¿Qué polígonos pueden equidisecarse en cuántos fragmentos? Se ha prestado especial atención a los trapecios, los deltoides, los polígonos regulares, los polígonos centralmente simétricos, los poliominós y el hipercubo.
Las equidisecciones no tienen muchas aplicaciones directas. Se consideran interesantes porque los resultados son en principio contraintuitivos, y para un problema geométrico con una definición tan simple, la teoría requiere herramientas algebraicas sorprendentemente sofisticadas. Muchos de los resultados se basan en la extensión de los valores p-ádicos a los números reales y del lema de  Sperner a la casuística de la coloración de grafos más general.

## Resumen

### Definiciones
Una disección de un polígono P es un conjunto finito de triángulos que no se superponen y cuya unión es la totalidad de P. Una disección en n triángulos se denomina n-disección y se clasifica como disección par o disección impar según si n es par o impar.
Una equidisección es una disección en la que todos los triángulos tienen la misma área. Para un polígono P, el conjunto de todos los n para los que existe una n-equidisección de P se denomina espectro de P y se denota S(P). Un objetivo teórico general es calcular el espectro de un polígono dado.
Una disección se denomina simplicial si los triángulos se encuentran solo por sus aristas comunes. Algunos autores se centran en las disecciones simpliciales, especialmente en la literatura secundaria, ya que son más fáciles de manejar. Por ejemplo, el enunciado habitual del lema de Sperner se aplica solo a las disecciones simpliciales. A menudo, las disecciones simpliciales se denominan triangulaciones, aunque los vértices de los triángulos no se limitan a los vértices o aristas del polígono. Por lo tanto, las equidisecciones simpliciales también se denominan triangulaciones de áreas iguales.
Los términos pueden extenderse a politopos de dimensiones superiores: una equidisección es un conjunto de símplex con el mismo n-volumen.

### Preliminares
Es fácil hallar una n-equidisección  de un triángulo para todo n. Por lo tanto, si un polígono tiene una m-equidisección, también tiene una mn-equidisección para todo n. De hecho, a menudo el espectro de un polígono consiste precisamente en los múltiplos de algún número m. En este caso, tanto el espectro como el polígono se denominan principales y el espectro se denota como {\displaystyle \langle m\rangle }. Por ejemplo, el espectro de un triángulo es {\displaystyle \langle 1\rangle }. Un ejemplo sencillo de un polígono no principal es el cuadrilátero con vértices (0, 0), (1, 0), (0, 1), (3/2, 3/2). Su espectro incluye 2 y 3, pero no 1.
Las homologías afines del plano son útiles para estudiar equidisecciones, incluyendo traslaciones, escalado, reflexiones, rotaciones, cizallamientos uniformes y no uniformes, y otras semejanzas y aplicaciones lineales. Dado que una transformación afín conserva las líneas rectas y las razones de las áreas, convierten las equidisecciones en otras equidisecciones. Esto significa que se puede aplicar cualquier transformación afín a un polígono para obtener una forma más manejable. Por ejemplo, es común elegir coordenadas tales que tres de los vértices de un polígono sean (0, 1), (0, 0) y (1, 0).
El hecho de que las transformaciones afines preserven las equidisecciones también significa que ciertos resultados se pueden generalizar fácilmente. Todos los resultados indicados para un polígono regular también son válidos para los polígonos afines-regulares. En particular, los resultados relativos a un cuadrado unidad también se aplican a otros paralelogramos, incluyendo rectángulos y rombos. Todos los resultados indicados para polígonos con coordenadas que sean números enteros también se aplican a polígonos con coordenadas racionales o a polígonos cuyos vértices caen sobre cualquier otro retículo.

### Mejores resultados
El teorema de Monsky establece que un cuadrado no tiene equidisecciones impares, por lo que su espectro es {\displaystyle \langle 2\rangle }. De forma más general, se sabe que los polígonos con simetría central y los poliominós no tienen equidisecciones impares. Una conjetura formulada por Sherman K. Stein propone que ningún polígono especial tiene una equidisección impar, donde se entiende que un polígono especial es aquel cuyas clases de equivalencia de aristas paralelas suman el vector cero. Los cuadrados, los polígonos centralmente simétricos, los poliominós y los polihexos son todos polígonos especiales.
Para n > 4, el espectro de un n-gono regular es {\displaystyle \langle n\rangle }. Para n > 1, el espectro de un cubo n-dimensional es {\displaystyle \langle n!\rangle }, donde n! es el factorial de n, y el espectro de un politopo de cruce n-dimensional es {\displaystyle \langle 2^{n-1}\rangle }. Este último se deduce mutatis mutandis de la demostración para el octaedro según Kasimatis y Stein.
Sea T(a) un trapecio, donde a es el cociente de las longitudes de los lados paralelos. Si a es un número racional, entonces T(a) es principal. De hecho, si r/s es una fracción en su mínima expresión, entonces {\displaystyle S(T(r/s))=\langle r+s\rangle }. De forma más general, todos los polígonos convexos con coordenadas racionales pueden equidisecarse,, aunque no todas son principales; véase el ejemplo anterior de un deltoide con vértice en (3/2, 3/2).
En el otro extremo, si a es un número trascendente, entonces T(a) no tiene equidisección. De forma más general, ningún polígono cuyas coordenadas de vértice sean algebraicamente independientes tiene equidisección. Esto significa que casi todos los polígonos con más de tres lados no pueden equidisecarse. Aunque la mayoría de los polígonos no pueden dividirse en triángulos de áreas iguales, todos los polígonos pueden dividirse en cuadriláteros de áreas iguales.
Si a es un número irracional algebraico, entonces T(a) es un caso más complejo. Si a es algebraico de grado 2 o 3 (cuadrático o cúbico), y todos sus conjugados son números complejos positivos, entonces S(T(a)) contiene todos los n suficientemente grandes tales que n/(1 + a) sea un número entero algebraico. Se conjetura que una condición similar que involucra polinomios estables podría determinar si el espectro está vacío o no para los números algebraicos a de todos los grados.

## Historia
La idea de una equidisección parece ser un concepto geométrico elemental bastante antiguo. Un comentario de Aigner y Ziegler (2010) sobre el teorema de Monsky dice que: «Se podría haber adivinado que seguramente la respuesta se conocía desde hacía mucho tiempo (si no desde los griegos)». Pero el estudio de las equidisecciones no comenzó hasta 1965, cuando Fred Richman preparaba un examen de maestría en la Universidad Estatal de Nuevo México.

### Teorema de Monsky
Richman quería incluir una pregunta de geometría en el examen y se dio cuenta de que era difícil encontrar (lo que ahora se llama) una equidisección impar de un cuadrado. Se demostró a sí mismo que era imposible para 3 o 5, que la existencia de una n-equidisección implica la existencia de una (n + 2) disección, y que ciertos cuadriláteros arbitrariamente cercanos a los cuadrados tienen equidisecciones impares. Sin embargo, no resolvió el problema general de las equidisecciones impares de cuadrados y lo excluyó del examen. Un amigo de Richman, John Thomas, se interesó en el problema; según recuerda:
Todos a quienes se les planteó el problema (incluido yo mismo) dijeron algo como 'esa no es mi área, pero la pregunta seguramente se debe haber considerado y la respuesta probablemente sea bien conocida'. Algunos creyeron haberlo visto, pero no recordaban dónde. Me interesó porque me recordó al lema de Sperner en topología, que tiene una ingeniosa demostración de pares-impares.
Thomas demostró que una equidisección impar era imposible si las coordenadas de los vértices son números racionales con denominadores impares. Envió esta prueba a Mathematics Magazine, pero quedó en suspenso:
La reacción del evaluador era previsible. Pensó que el problema podría ser bastante fácil (aunque no pudo resolverlo) y posiblemente era bien conocido (aunque no pudo encontrar ninguna referencia al mismo).
La pregunta se presentó como un Problema Avanzado en el American Mathematical Monthly (Richman y Thomas, 1967). Al no haber más soluciones, la prueba se publicó en Mathematics Magazine (Thomas, 1968), tres años después de su redacción. Monsky (1970) se basó entonces en el argumento de Thomas para demostrar que no existen equidisecciones impares de un cuadrado, sin ningún supuesto de racionalidad.
La prueba de Monsky se basa en dos pilares: un resultado combinatorio que generaliza el lema de Sperner y un resultado algebraico, la existencia de un valor 2-ádico en los números reales. Una coloración ingeniosa del plano implica entonces que, en todas las disecciones del cuadrado, al menos un triángulo tiene un área con un denominador par, y por lo tanto, todas las equidisecciones deben ser pares. La esencia del argumento ya se encuentra en Thomas (1968), pero Monsky (1970) fue el primero en utilizar una valoración 2-ádica para cubrir disecciones con coordenadas arbitrarias.

### Generalizaciones
La primera generalización del teorema de Monsky fue obra de Mead (1979), quien demostró que el espectro de un cubo de dimensión n es {\displaystyle \langle n!\rangle }. La demostración fue revisada por Bekker y Netsvetaev (1998).
La generalización a polígonos regulares llegó en 1985, durante un seminario de geometría impartido por G. D. Chakerian en la Universidad de California en Davis. Elaine Kasimatis, estudiante de posgrado, buscaba algún tema algebraico que pudiera abordar en el seminario. En 2008, Sherman Stein sugirió disecciones del cuadrado y del cubo: un tema que Chakerian admitió a regañadientes que era geométrico. Tras su charla, Stein preguntó sobre los pentágonos regulares. Kasimatis respondió con Kasimatis (1989), demostrando que para n > 5, el espectro de un n-gono regular es {\displaystyle \langle n\rangle }. Su demostración se basa en la de Monsky, extendiendo la valuación p-ádica a los números complejos para cada primo divisor de n y aplicando algunos resultados elementales de la teoría del cuerpo ciclotómico. También es la primera demostración que utiliza explícitamente una transformación afín para establecer un sistema de coordenadas conveniente. Kasimatis y Stein (1990) planteó entonces el problema de hallar el espectro de un polígono general, introduciendo los términos «espectro» y «principal». demostraron que casi todos los polígonos carecen de equidisecciones y que no todos son principales.
Kasimatis y Stein (1990) inició el estudio de los espectros de dos generalizaciones particulares de cuadrados: trapecios y cometas. Los trapecios han sido estudiados con más detalle en Jepsen (1996), Monsky (1996) y Jepsen y Monsky (2008). Las cometas han sido estudiadas con más detalle en Jepsen, Sedberry y Hoyer (2009). Los cuadriláteros generales se han estudiado en Su y Ding (2003). Se han escrito varios artículos en la Universidad Normal de Hebei, principalmente por el profesor Ding Ren y sus alumnos Du Yatao y Su Zhanjun.
Intentando generalizar los resultados para polígonos regulares de n lados para un número par de n, Stein (1989) conjeturó que ningún polígono con simetría central tiene una equidisección impar, y demostró los casos n = 6 y n = 8. La conjetura completa fue demostrada por Monsky (1990). Una década después, Stein realizó lo que él describe como un avance sorprendente al conjeturar que ningún poliominó tiene una equidisección impar. Demostró el resultado de un poliominó con un número impar de cuadrados en Stein (1999). La conjetura completa fue demostrada cuando Praton (2002) trató el caso par.
El tema de las equidisecciones se ha popularizado recientemente con los tratamientos en The Mathematical Intelligencer (Stein, 2004), un volumen de Carus Mathematical Monographs (Stein y Szabó, 2008), y la cuarta edición de Proofs from THE BOOK (Aigner y Ziegler, 2010).

## Problemas relacionados
Sakai, Nara y Urrutia (2005) consideró una variación del problema: dado un polígono convexo K, ¿cuánta de su área puede ser cubierta por n triángulos no superpuestos de igual área situados dentro de K? La razón entre el área de la mejor cobertura posible y el área de K se denota como tn(K). Si K tiene una n-equidisección, entonces tn(K) = 1; en caso contrario, es menor que 1. Los autores demuestran que, para un cuadrilátero K, tn(K) = 4n/(4n + 1), con t2(K) = 8/9 si y solo si K es afínmente congruente con el trapezoide T(2/3). Para un pentágono, t2(K) = 2/3, t3(K) = 3/4 y tn(K) = 2n/(2n + 1) para n = 5.
Günter Ziegler planteó el problema inverso en 2003: dada la disección de un polígono en n triángulos, ¿cuán cerca pueden estar de ser iguales las áreas de los triángulos? En particular, ¿cuál es la diferencia mínima posible entre las áreas de los triángulos más pequeños y más grandes? Sea M(n) la diferencia mínima para un cuadrado y M(a, n) para el trapezoide T(a). Entonces, M(n) es 0 para n par y mayor que 0 para n impar. Mansow (2003) proporcionó la cota superior asintótica M(n) = O(1/n2) (véase cota superior asintótica). Schulze (2011) mejora la cota a M(n) = O(1/n3) con una mejor disección, y demuestra que existen valores de a para los cuales M(a, n) decrece arbitrariamente rápido. Labbé, Rote y Ziegler (2018) obtuvo una cota superior superpolinómica, derivada de una construcción explícita que utiliza la sucesión de Thue-Morse.